# Theron C. Bennett
Pour les articles homonymes, voir Bennett.
Theron Catlin Bennett est un compositeur, pianiste et éditeur américain de musique ragtime. Né en 1879, il est mort à l'âge de 57 ans à Los Angeles. Originaire du Missouri, il publiera 32 morceaux de 1902 à 1925, dont beaucoup de "rags". Son œuvre la plus célèbre est le "St-Louis Tickle" de 1904.

## Biographie
Theron Catlin (ou Catlen) Bennett était natif de Pierce City, dans l'état du Missouri. Il vit le jour le 9 juillet 1879 de George Nelson Bennett (originaire du Vermont), et de son épouse Hattie Bennett (native du Missouri). Cette dernière mourut dans les années 1890, alors que Theron était encore adolescent. Il publia sa première composition en 1902, une pièce intitulée "Pickaninny Capers". Elle fut suivie par le morceau à succès ; "Satified" en 1904. Cette même année, il sort sa composition la plus célèbre, "St. Louis Tickle". Elle fut écrite la même année que l'exposition universelle de Saint-Louis. Le succès de ce morceau lui permet de continuer à produire des œuvres de ragtime dans les années qui suivirent. Citons "Sweet Pickles" en 1907 ou encore "Pork and Beans" en 1909. "Sweet Pickles" ressemble au niveau du titre au "Dill Pickles" de Charles L. Johnson publié en 1906.
Bennett travaillait aussi à cette époque en tant qu'éditeur pour d'autres compositeurs. Il acheva sa carrière de compositeur en 1925 avec la parution de son "Fireflies on Parade". Dès lors, il ne s'occupa plus que de sa propre école de musique populaire (danse et piano jazz) qu'il avait ouverte en 1920. L'école était située à Los Angeles. Cependant la grande dépression de 1929 mit un terme à son entreprise, et il se mit alors à travailler comme professeur de musique. Theron C. Bennett mourut le 6 avril 1937 à Los Angeles, à 57 ans après une longue maladie.

## Liste des compositions
- 1902 : Pickaninny Capers

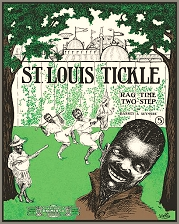
St Louis Tickle, 1904

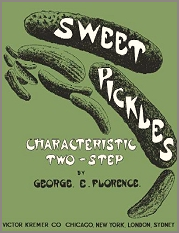
Sweet Pickles, 1907 (publié sous le pseudonyme de George E. Florence)

- 1903 : Satified - An Emotional Drag
- 1904 : Eliza Simpkins
- 1904 : St. Louis World's Fair - Waltzes
- 1904 : St. Louis Tickle - Rag Time Two Step
- 1904 : She Was From Missouri
- 1905 : Carnival Times
- 1905 : Gravy [avec Morris S. Silver]
- 1905 : Oh, Listen Ruth [avec Will L. Hall]
- 1905 : When Wilderness Was King
- 1906 : Paddy - Characteristic Two Step
- 1906 : She's My Gal [avec John D. Puderer]
- 1906 : The Burning of Frisco Town [avec Bob Adams]
- 1907 : Sweet Pickles - Characteristic Two Step
- 1908 : Pudnin' Tame
- 1908 : Stung - A Teddy Bear Two-Step
- 1909 : Pork and Beans
- 1909 : Lovelight - An Indian Intermezzo
- 1909 : Lovelight - An Indian Serenade In G [avec Hal Harrett]
- 1909 : Lovelight - An Indian Serenade In C [avec C.P. McDonald]
- 1910 : Sycamore Saplin' Rag
- 1911 : I'm Lonely Since You Went Away [avec William Frederick Peters]
- 1911 : Tell Tale Eyes [avec Hal Harrett]
- 1912 : Chills and Fever Rag
- 1912 : Ain't It Funny
- 1914 : In Dreamy Panama
- 1914 : Sweetie Be Kind to Me
- 1916 : Some Blues (For You All)
- 1918 : That's What makes a Wildcat Wild
- 1918 : At the Old Square Dances Down in Arkansaw
- 1924 : My Love's A Radio
- 1925 : Fireflies on Parade